# 김민아 (아나운서)
김민아(金敏娥, 1983년 3월 31일 ~ )는 대한민국의 프리랜서 아나운서이다.

## 학력
- 정화여자고등학교
- 연세대학교 불어불문학과 졸업 및 학사 (2004학번)

## 경력
- 2007년 MBC 스포츠+ 아나운서
- 2014년 5월 투르 드 코리아 홍보대사
- 2014년 ~ 2015년 SBS 스포츠 아나운서
- 2015년 프리랜서 아나운서 선언
- 2016년 4월 한국전기안전공사 홍보대사
- 2024년 5월 스포타임 아나운서

## TV 방송
- 2010년: MBC 《야구 읽어주는 남자》
- 2010년: MBC 스포츠+ 《베이스볼 투나잇》
- 2011년: MBC 라이프 《실험쇼 천재적인 생활》
- 2011년: MBC 라이프 《서바이벌! 천재적인 생활》
- 2012년: MBC 에브리원 《김민아의 프린지 원더》
- 2013년: MBC 퀸 《매거진 퀸 - 퀸즈9》
- 2014년: SBS FunE 《패션왕 톡》
- 2014년 ~ 2022년 6월 SBS 스포츠 《베이스볼 S》
- 2014년: SBS 골프 《SBS골프 아카데미》
- 2020년: JTBC 《아는 형님》 게스트
- 2020년: 유튜브 《워크맨》 고정mc

## 저서
- 2011년 토크 토크 야구 (ISBN 9788966210060)